# Philophobia
Philophobia (nos Estados Unidos, As I Am,bra:Medo de Amar) é um filme dirigido por Guy Davies apresentado pela primeira vez em 2019 nos Estados Unidos nos festivais internacionais de cinema de Heartland e San Diego. Foi lançado no Brasil em 2021 pela Elite Filmes no Cinema Virtual.

## Sinopse
O filme segue a história do jovem Kai, um aspirante a escritor que tem seu destino mudado com a morte de um dos amigos do colegial em um fim de semana.

## Elenco
- Harry Lloyd como Sr. Jackson
- James Faulkner como Sr. Hurt
- Joshua Glenister como Kai
- Kim Spearman como Grace
- Kate Isitt como mãe de Sammy
- Jack Gouldbourne como Megsy
- Alexander Lincoln como Kenner
- Charlie Frances como Sammy
- Grace Englert como Emma
- Elizabeth Healey como Lill
- Jen Bird como Lisa Silver
- Jennifer Bird como Lisa Silver
- Marc Danbury como Phil

## Recepção
No agregador de críticas Rotten Tomatoes, o filme tem uma taxa de aprovação de 50%.